# Mahir Ünal

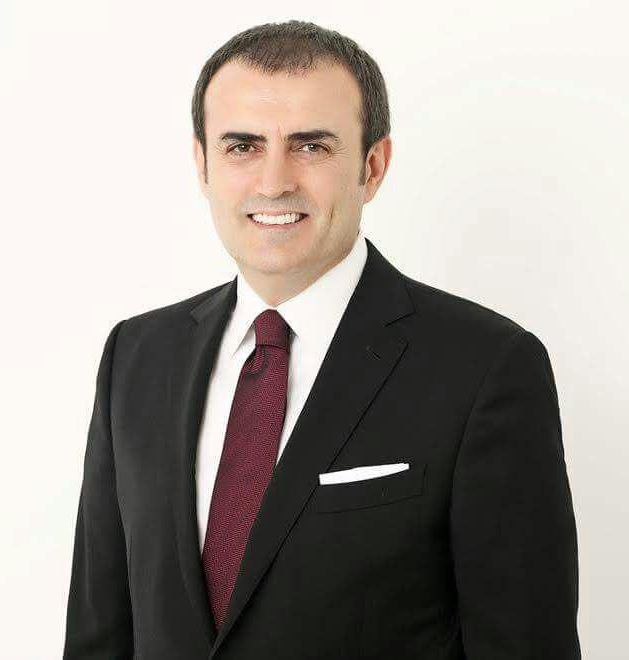
Mahir Ünal (2015)

Mahir Ünal (* 1. Juli 1966 in Elbistan) ist ein türkischer Politiker der Adalet ve Kalkınma Partisi (AKP). Er ist seit 2011 Abgeordneter seiner Partei für die Provinz Kahramanmaraş und war vom 24. November 2015 bis zum 24. Mai 2016 Minister für Kultur und Tourismus seines Landes.
Bei der Parlamentswahl 2007 und den Kommunalwahlen 2004 und 2009 war der promovierte Soziologe Wahlkampfstratege seiner Partei. Er war außerdem Berater für Parteien, Behörden und Kommunalverwaltungen bei Wahlen im Irak, in Malaysia, Zypern, Ägypten und dem Libanon.

## Leben
Mahir Ünal wurde 1966 in Elbistan in der Provinz Kahramanmaraş geboren. Nach dem Schulbesuch in seiner Heimatstadt besuchte er das Bahçelievler Koca Sinan Lisesi in Istanbul und schloss dieses 1984 mit der Hochschulreife ab. 1991 beendete er erfolgreich ein Theologiestudium an der Marmara Üniversitesi und erhielt 1997 an der Istanbul Üniversitesi einen Master-Abschluss in Sozialwissenschaften. Sein Spezialgebiet waren Sozialstrukturen und sozialer Wandel. Anschließend promovierte er an der Universität im Fachbereich Soziologie.
Im Jahr 1992 wurde Ünal Lehrer. Später wurde er Berater im Bereich der Kommunalpolitik und der politischen Kommunikation. 2005 wurde er Berater der Handelskammer Istanbul. Zwischen 2007 und 2009 wurde er Mitglied des Vorstandes des İstanbul Büyükşehir Belediyesi S. K. Später wurde er Direktor des Fachbereichs für Verhaltensforschung einer privaten Universität und lehrte im Bereich der Organizational Behavior.
Im Jahr 2003 wurde Ünal Mitglied der AKP und lehrte an der politischen Akademie der Partei. Seit 2004 gehört er zu den Wahlkampfstrategen der AKP und organisierte den Wahlkampf der Partei bei den Kommunalwahlen 2004. International war er in dieser Zeit Wahlkampfberater für Parteien in Malaysia, dem Libanon, Zypern, Ägypten und dem Irak.
Bei dem 3. Parteikongress im Jahr 2009 wurde Ünal in den zentralen Parteirat gewählt und Vizepräsident der Partei für Forschungs- und Entwicklungspolitik. 2012 wurde er nicht erneut nominiert.
2011 wurde Ünal Abgeordneter seiner Partei für den Wahlbezirk Kahramanmaraş in der Großen Nationalversammlung der Türkei und 2015 wiedergewählt.
Nach dem Gewinn der absoluten Mehrheit bei der Parlamentswahl in der Türkei im November 2015 wurde Ahmet Davutoğlu Ministerpräsident und Ünal am 24. November 2015 im Kabinett Davutoğlu III zum Minister für Kultur und Tourismus berufen. Er folgte auf Yalçın Topçu, der das Amt in der Übergangsregierung nach der Wahl im Juni 2015 innehatte. Er war bis 24. Mai 2016 im Amt. Sein Nachfolger wurde Nabi Avcı.

## Privatleben
Ünal ist verheiratet und hat ein Kind.